# День святкування бісексуальності

Прапор бісексуалів та бісексуалок

День святкування бісексуальності (Celebrate Bisexuality Day), також День гордості бісексуалів(-ок)) — щорічне (23 вересня) святкування бісексуальними людьми та їхніми близькими бісексуальності, історії бісексуалів(-ок), бісексуальних спільноти та культури, а також повсякдення бісексуальних людей.
Вперше відзначався у 1999 році, День святкування бісексуальності — насамперед результат діяльності трьох бісексуальних активістів(-ок) зі США: Венді Каррі) зі штату Мен, Майкла Пейджа (Michael Page) з Флориди та Дж. Р. Уїлбура (Gigi Raven Wilbur) з Техасу. Як заявляв Уїлбур, з часів Стоунволських бунтів спільнота бісексуалів(-ок), так само як і геїв і лесбійок, виросла у своїй силі, але бісексуал(к)и залишаються ще невидимими, і зберігається упередження, що партнер(к)и в будь-якій парі закоханих повинні самовизначитися або як гомогендерні, або гетерогендерні.
Таке святкування задумувалось в особливості (як протиставлення іншим помітним в ЛГБТ-спільноті подіям) як відповідь на біфобію: упередження і маргіналізацію бісексуальних людей з боку як деяких гетеросексуальних людей, так і ЛГБТ-спільноти.
Вперше День святкування бісексуальності відзначався за участю Міжнародної асоціації геїв і лесбійок (ILGA). З 1999 року розповсюдженість свята поступово зростає. В Торонто проводяться дискусії, звані вечері й танці, у Квінсленді — бал-маскарад. В одному з університетів Техасу (Texas A&M University) тиждень святкування бісексуальності слугує для дискусій з гендерної тематики. У Принстонському університеті щороку в цей день проводяться збори в ЛГБТ-центрі. Також день відзначався в Німеччині, Японії, Новій Зеландії, Швеції та Великій Британії.